# Ondřej Fiala
Ondřej Fiala (* 4. November 1987 in Šternberk, Tschechoslowakei) ist ein tschechischer Eishockeyspieler, der seit 2023 beim SK Prostějov 1913 in der vierten tschechischen Liga spielt.

## Karriere
Ondřej Fiala begann seine Karriere im Nachwuchsbereich des HC Olomouc, ehe er während der Saison 2001/02 zu den Junioren des HC Oceláři Třinec wechselte und 2002 tschechischer U18-Meister wurde. Dort entwickelte er sich zu einem offensivstarken Stürmer. Während der Saison 2004/05 debütierte er für die Profimannschaft des Klubs in der tschechischen Extraliga.
Im Rahmen des CHL Import Draft 2005 wählten ihn die Everett Silvertips in der ersten Runde an Position 30 aus und Fiala wechselte im September 2005 zu den Silvertips in die Western Hockey League. Insgesamt verbrachte er drei Jahre in der WHL – während dieser Zeit wurde er in der zweiten Runde (an 40. Stelle)  des NHL Entry Draft 2006 von den Minnesota Wild ausgewählt. Ebenfalls 2006 wurde er für das CHL Top Prospects Game nominiert. In der Folge nahm er an mehreren Nachwuchs-Trainingslagern (Prospect Camp) der Wild teil, eine Knieverletzung und drei anschließende Operationen verhinderten jedoch den Erfolg in Nordamerika. Daher entschloss er sich zu einer Rückkehr nach Europa.
In der Saison 2008/09 stand er in der russischen Kontinental Hockey League beim HK Spartak Moskau unter Vertrag, kam aber überwiegend bei Molot-Prikamje Perm aus der Wysschaja Liga zum Einsatz. Anschließend kehrte er nach Tschechien zurück und wurde vom KLH Chomutov verpflichtet. Für diesen spielte er in den folgenden drei Jahren in der zweitklassigen 1. Liga, parallel erhielt er regelmäßig auf Leihbasis Einsätze beim SK Kadaň. 2012 gewann er mit den Piráti die Meisterschaft der 1. Liga und qualifizierte sich damit für die Extraliga-Relegation gegen den BK Mladá Boleslav. In dieser erreichten die Piraten den Aufstieg in die höchste tschechische Spielklasse.
Am 28. April 2012 verließ Fiala die Piráti Chomutov trotz dieses Erfolges und schloss sich Orli Znojmo aus der Erste Bank Eishockey Liga an. Dort gehörte er zu den offensivstärksten Spielern und spielte regelmäßig in der ersten Angriffsreihe. Nachdem er von 2016 bis 2018 in der zweitklassigen 1. Liga beim LHK Jestřábi Prostějov gespielt hatte, unterbrach er seine Spielerkarriere. Seit 2023 schnürt die Schlittschuhe für den viertklassigen SK Prostějov 1913.

### International
Fiala spielte für die tschechische U18-Auswahl bei der U18-Junioren-Weltmeisterschaft 2005 und erzielte 2 Tore und 1 Assist in 7 Spielen.

## Erfolge und Auszeichnungen
- 2002 Tschechischer U18-Meister mit dem HC Oceláři Třinec
- 2006 Teilnahme am CHL Top Prospects Game
- 2012 Meister der 1. Liga mit den Piráti Chomutov
- 2012 Aufstieg in die Extraliga mit den Piráti Chomutov

## Karrierestatistik

### International
(Legende zur Spielerstatistik: Sp oder GP = absolvierte Spiele; T oder G = erzielte Tore; V oder A = erzielte Assists; Pkt oder Pts = erzielte Scorerpunkte; SM oder PIM = erhaltene Strafminuten; +/− = Plus/Minus-Bilanz; PP = erzielte Überzahltore; SH = erzielte Unterzahltore; GW = erzielte Siegtore; 1 Play-downs/Relegation; Kursiv: Statistik nicht vollständig)